# Aéroport de Qinhuangdao Beidaihe
L'aéroport de Qinhuangdao Beidaihe (code IATA : BPE • code OACI : ZBDH) est un aéroport desservant la ville de Qinhuangdao, dans la province du Hebei, en Chine. Il est situé dans la ville de Longjiadian, comté de Changli, à 47 km du centre-ville et à 34 km à partir de Beidaihe.

## Histoire
Le projet du nouvel aéroport de Beidaihe a débuté en 2004, et a reçu l'approbation du Conseil d'État en juillet 2009. La faisabilité de la construction, le rapport a été approuvé en Mai 2011, et la construction a débuté officiellement en avril 2012. L'aéroport a été inauguré le 31 mars 2016, en remplacement de l'aéroport Shanhaiguan, désormais exclusivement militaire.

## Installations
L'aéroport occupe une superficie de 146 ha. Il dispose d'une piste de 2 600 mètres de long et 60 mètres de large, et un terminal de 10 592 m2. Il est conçu pour gérer de 500 000 passagers et 1 200 tonnes de fret par an.

## Compagnies et destinations
| Compagnies              | Destinations                          |
| ----------------------- | ------------------------------------- |
| Air Chang'an            | Mudanjiang, Xi'an-Xianyang            |
| China Southern Airlines | Shenzhen-Bao'an, Zhengzhou            |
| Hainan Airlines         | Canton-Baiyun, Nankin                 |
| Hebei Airlines          | Qingdao-Jiaodong, Shijiazhuang        |
| Loong Air               | Datong (en), Hangzhou-Xiaoshan, Yanji |
| Ruili Airlines          | Chengdu-Shuangliu, Harbin Taiping     |
| Shanghai Airlines       | Shanghai-Pudong                       |

Édité le 12/07/2019